# Cheap Thrills (Lied)
Cheap Thrills ist ein Lied der australischen Singer-Songwriterin Sia aus dem Jahr 2015. Die Singleversion des Liedes wurde gemeinsam mit dem Dancehall-Musiker Sean Paul aufgenommen.

## Entstehung und Veröffentlichung
Cheap Thrills wurde von der Sängerin selbst und Greg Kurstin geschrieben beziehungsweise komponiert. Es sollte ursprünglich von Rihanna gesungen werden, jedoch lehnte sie den Song ab. Daraufhin entschied sich Sia dazu, das Lied für ihr Album This Is Acting zu verwenden. Kurstin zeichnete darüber hinaus für die Produktion verantwortlich.
Die Erstveröffentlichung von Cheap Thrills erfolgte am 17. Dezember 2015 bei RCA Records. Am 26. Januar 2016 erschien das Lied als Teil von Sias siebtem Studioalbum This Is Acting. Am 12. Februar 2016 erschien eine neue Singleversion, die Sia zusammen mit Sean Paul aufgenommen hatte.

## Musikvideos
Am 10. Februar 2016 wurde ein Lyricvideo der Version mit Sean Paul veröffentlicht. Im Video gewinnt ein gesichtsloses Paar (verkörpert von Minn Vo und Stefanie Klausmann) mit einer Perücke, die zum Markenzeichen der Sängerin geworden ist, einen Tanzwettbewerb, der an die US-amerikanische Fernsehshow American Bandstand angelehnt ist.
Am 21. März 2016 wurde ein weiteres Musikvideo für den Song veröffentlicht, in dem Maddie Ziegler mit zwei Männern tanzt. Die Tänzer tragen beige Ganzkörperanzüge mit einer schwarz-weißen Perücke. Sie tanzen auf einer Bühne, während Sia im Hintergrund stehend singt. Die Choreographie stammt von Ryan Heffington, produziert wurde es von der Sängerin und Daniel Askill.

## Rezeption

### Rezensionen
Cheap Thrills erhielt größtenteils positive Kritiken. Brittany Spanos vom Magazin Rolling Stone bezeichnete das Lied als eine „lebhafte Partyhymne“, was die britische Tageszeitung The Guardian bestätigte. Nick Levine vom New Musical Express lobte das Lied ebenfalls.

### Chartplatzierungen
| ChartsChartplatzierungen       | Höchstplatzierung | Wochen |
| ------------------------------ | ----------------- | ------ |
| Australien (ARIA)              | 6 (39 Wo.)        | 39     |
| Deutschland (GfK)              | 1 (55 Wo.)        | 55     |
| Österreich (Ö3)                | 1 (47 Wo.)        | 47     |
| Schweiz (IFPI)                 | 2 (62 Wo.)        | 62     |
| Vereinigte Staaten (Billboard) | 1 (52 Wo.)        | 52     |
| Vereinigtes Königreich (OCC)   | 2 (66 Wo.)        | 66     |

| ChartsJahrescharts (2016)      | Platzierung |
| ------------------------------ | ----------- |
| Australien (ARIA)              | 8           |
| Deutschland (GfK)              | 3           |
| Österreich (Ö3)                | 2           |
| Schweiz (IFPI)                 | 2           |
| Vereinigte Staaten (Billboard) | 11          |
| Vereinigtes Königreich (OCC)   | 3           |

| ChartsJahrescharts (2010–2019) | Platzierung |
| ------------------------------ | ----------- |
| Österreich (Ö3)                | 29          |
| Vereinigte Staaten (Billboard) | 66          |
| Vereinigtes Königreich (OCC)   | 18          |

### Auszeichnungen für Musikverkäufe
| Land/Region                  | Auszeichnungen für Musikverkäufe (Land/Region, Auszeichnung, Verkäufe) | Verkäufe   |
| ---------------------------- | ---------------------------------------------------------------------- | ---------- |
| Australien (ARIA)            | 4× Platin                                                              | 280.000    |
| Belgien (BRMA)               | 3× Platin                                                              | 90.000     |
| Dänemark (IFPI)              | 4× Platin                                                              | 360.000    |
| Deutschland (BVMI)           | Diamant                                                                | 1.000.000  |
| Frankreich (SNEP)            | —                                                                      | 113.200    |
| Irland (IRMA)                | Platin                                                                 | 15.000     |
| Italien (FIMI)               | Diamant                                                                | 500.000    |
| Kanada (MC)                  | Diamant                                                                | 800.000    |
| Mexiko (AMPROFON)            | 2× Diamant · + Gold                                                    | 630.000    |
| Neuseeland (RMNZ)            | 6× Platin                                                              | 180.000    |
| Österreich (IFPI)            | Platin                                                                 | 30.000     |
| Polen (ZPAV)                 | 2× Diamant                                                             | 200.000    |
| Portugal (AFP)               | 2× Platin                                                              | 20.000     |
| Schweden (IFPI)              | 4× Platin                                                              | 160.000    |
| Spanien (Promusicae)         | 5× Platin                                                              | 400.000    |
| Vereinigte Staaten (RIAA)    | 9× Platin                                                              | 9.000.000  |
| Vereinigtes Königreich (BPI) | 5× Platin                                                              | 3.000.000  |
| Insgesamt                    | 1× Gold · 44× Platin · 7× Diamant ·                                    | 16.578.200 |

Hauptartikel: Sia (Sängerin)/Auszeichnungen für Musikverkäufe